# Munteni-Buzău
Munteni-Buzău là một xã thuộc hạt Ialomița, România. Dân số thời điểm năm 2002 là 3864 người.